# Refuge d'oiseaux de Port-Joli
Le refuge d'oiseaux de Port-Joli (anglais : Port Joli Migratory Bird Sanctuary) est un refuge d'oiseaux migrateurs du Canada située à Queens en Nouvelle-Écosse. Il a pour mission de protéger une aire d'hivernage pour la bernache du Canada et le canard noir. Cette aire protégée de 397 ha a été créée en 1941 et est administré par le service canadien de la faune.